# The Animals
The Animals was de naam van een Engelse groep, die deel uitmaakte van de Britse beat-explosie van begin jaren zestig.

## Ontstaan
De blikvanger van The Animals was zanger Eric Burdon, klein van postuur maar met een gigantische stem, echter het muzikale genie achter de groep was onmiskenbaar Alan Price. Price vormde in 1961 in Newcastle, samen met bassist Chas Chandler, drummer John Steel en gitarist Hilton Valentine The Alan Price Rhythm and Blues Combo. De leden kenden elkaar van school of uit het kleine jazz- en bluescircuit van Newcastle. Toen een jaar later Eric Burdon er als zanger bij kwam, veranderde men de naam in The Animals. De uitzonderlijke stem van Burdon plaatste hem al snel op de voorgrond.

## Hits
The Animals beschouwden zichzelf als rhythm-and-bluesgroep. Hun eerste single, Baby let me take you home, was echter een middle-of-the road popnummer, dat de band nooit live heeft willen spelen. Het nummer kwam op 16 april 1964 uit, maar kwam in Engeland niet verder dan de 21ste plaats. Twee maanden later volgde hun bewerking van de traditional House of the rising sun en daarmee stootten ze direct door naar de eerste plaats, ook in de Verenigde Staten, waar het nummer echter, zonder medeweten van de band, in een sterk bekorte versie werd uitgebracht. Het nummer viel op door het karakteristieke gitaarintro en door het feit dat het zes minuten duurde, hoewel daar in de VS ruim de helft af ging. De opvolgers I'm crying, het Nina Simone-nummer Don't let me be misunderstood, Boom Boom en Sam Cookes Bring it on home to me, deden het iets minder goed, maar de groep had wel zijn naam definitief gevestigd.
Het succes eiste ook zijn tol. De band werd door het management in een strak schema de weg op gestuurd en toerde door het Verenigd Koninkrijk, de rest van Europa en de Verenigde Staten. Als zanger kwam Burdon steeds meer in het centrum te staan.
Muzikale meningsverschillen, maar ook een vliegangst deden Price in de zomer van 1965 besluiten de groep te verlaten. Met zijn nieuwe formatie, 'The Alan Price Set' ging hij een heel andere weg in en scoorde hij grote hits als I Put a Spell on You (1966), het Randy Newman-nummer Simon Smith & His Amazing Dancing Bear (1967) en Don't Stop The Carnival (1968).
Menigeen dacht dat met het vertrek van Price een einde zou komen aan de successen van The Animals. Nadat korte tijd Mickey Gallagher achter de toetsen had plaatsgenomen en Zoot Money werd afgewezen, werd Dave Rowberry het nieuwe lid van de band. Ook met hem bleven de hits komen: We've gotta get out of this place en It's my life stonden wekenlang in de top tien.

## Eric Burdon and the Animals

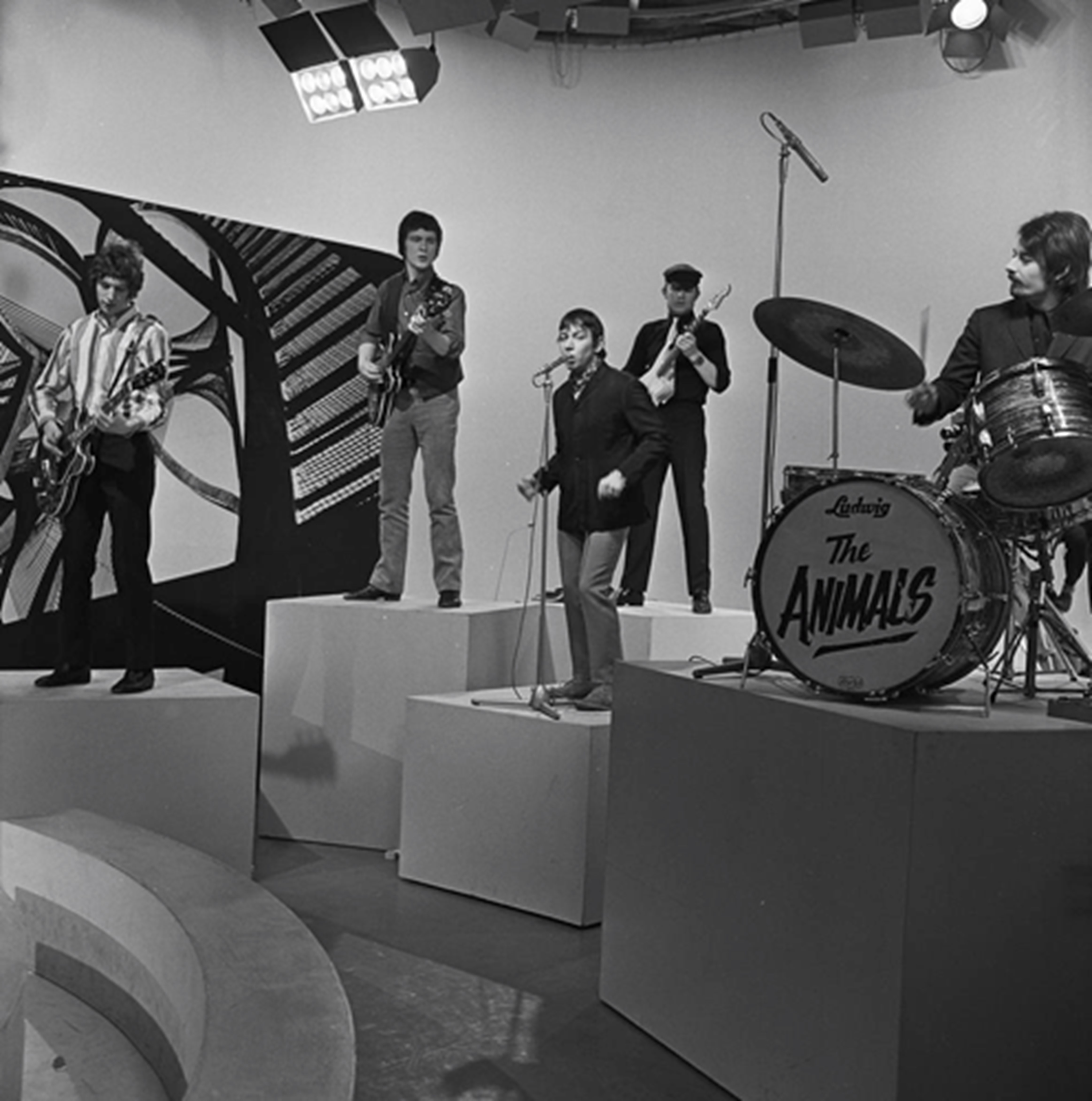
Eric Burdon & The Animals (in Fanclub, 1967)

In 1966 stapte ook drummer John Steel uit de band. Zijn opvolger werd Barry Jenkins, die bij The Nashville Teens had gedrumd. Het waren de laatste maanden voor the Animals. Tijdens een televisieoptreden in de Verenigde Staten stortten zowel Burdon als Chandler in. In mei 1966 brachten The Animals nog Don't bring me down uit, dat de laatste hit voor de band werd. In september gingen de vijf uiteen. Burdon besloot zijn succes in Amerika uit te buiten en vertrok naar de VS. Zijn nieuwe band, met Jenkins nog steeds op drums, kreeg uit marketingoverwegingen een verwijzing naar the Animals. Aanvankelijk als Eric Burdon and The Animals, in 1968 als The New Animals. Barry Jenkins bleef de band, waarin ook onder meer John Weider, Danny McCullough, Zoot Money en Andy Summers speelden, tot het einde trouw. Burdon ging vanaf 1969 samenwerken met de Amerikaanse band War als Eric Burdon and War.
When I was young (juni 1967) was in deze periode een wereldhit en ook de opvolgers Good Times, San Franciscan nights, Sky Pilot, Monterey en Ring of fire haalden de charts, maar echte knallers kwamen er nooit meer voor Burdon. Hij was onmiskenbaar een fenomenale zanger, maar in zijn eentje miste hij blijkbaar dat "iets" dat hem met The Animals wel in het centrum van de aandacht bracht.

## Reünies
In 1975 kwamen de vijf oorspronkelijke Animals toch weer bijeen om, in de studio's van Chas Chandler, intussen een succesvol manager en producer, een nieuw album op te nemen. Dit Before we were so rudely interrupted kwam pas in 1977 uit en bevatte twaalf nummers die naadloos aansloten bij het geluid dat de groep tien jaar eerder kenmerkte. Hoewel het album door de pers goed werd ontvangen, reageerde het publiek lauw.
Dat was anders toen in 1983 het album Ark verscheen, waarop deze zelfde Animals een wat moderner geluid aansloegen. Het nummer The Night was goed voor een bescheiden hitnotering en de band ging, voor het eerst in zeventien jaar, op tournee. Naar aanleiding van die tournee verscheen in 1984 een live-album.

## Hoeveel Animals?
Daarna kwam er niets meer van een reünie. De vijf Animals kregen in 1994 een plaatsje op de Rock 'n Roll Hall of Fame.
In de jaren negentig trad Danny McCullough met een band op, die hij the Animals noemde en deze groep bracht zelfs een aantal cd's uit. Op de golven van de nostalgie meeliftend begonnen ook Valentine, Steel en Rowberry weer samen op te treden en deze groep had, met een nieuwe zanger en bassist, de meeste aanspraken op de naam the Animals. Nadat Valentine zich had teruggetrokken, bleven Rowberry en Steel met hun band optreden als Animals and Friends.
Intussen had ook Burdon belangstelling voor de oude bandnaam. Hij hernoemde zijn oude begeleidingsband in The Animals en kreeg prompt een conflict met Steel, die zich als rechthebbende op die naam opwierp. De zaak kwam uiteindelijk voor de Engelse rechter, die Steel in 2008 in het gelijk stelde, mede omdat Burdon al in 1967 de bandnaam had laten vallen. In het Verenigd Koninkrijk was Steel tot medio 2013 de enige die een band The Animals mocht noemen. Op 9 september 2013 stelde een hogere rechter Eric Burdon in het gelijk. Burdon mag ook in Groot-Brittannië de naam "The Animals" voeren.
Burdon toert intussen de wereld rond als Eric Burdon and the Animals en trad in die hoedanigheid in september 2011 in Tivoli op en in november 2013 in Paard Van Troje.

## Discografie

### Albums
| Album met eventuele hitnotering(en) in de Nederlandse Album Top 100 | Datum van verschijnen | Datum van binnenkomst | Hoogste positie | Aantal weken | Opmerkingen               |
| ------------------------------------------------------------------- | --------------------- | --------------------- | --------------- | ------------ | ------------------------- |
| The Animals                                                         | 21-09-1964            | -                     | -               | -            |                           |
| The Animals on tour                                                 | 02-1965               | -                     | -               | -            |                           |
| Animal tracks                                                       | 19-05-1965            | -                     | -               | -            |                           |
| Animalisms                                                          | 17-06-1966            | -                     | -               | -            |                           |
| Animalization                                                       | 01-07-1966            | -                     | -               | -            |                           |
| Animalism                                                           | 21-11-1966            | -                     | -               | -            |                           |
| Eric is here                                                        | 03-1967               | -                     | -               | -            | Eric Burdon & The Animals |
| Winds of change                                                     | 27-09-1967            | -                     | -               | -            | Eric Burdon & The Animals |
| The twain shall meet                                                | 03-1968               | -                     | -               | -            | Eric Burdon & The Animals |
| Every one of us                                                     | 27-09-1967            | -                     | -               | -            | Eric Burdon & The Animals |
| Love is                                                             | 06-12-1968            | -                     | -               | -            | Eric Burdon & The Animals |
| Before we were so rudely interrupted                                | 26-08-1977            | 17-9-1977             | 20              | 2            | The Original Animals      |
| Ark                                                                 | 09-08-1983            | -                     | -               | -            |                           |

### Singles
| Single met hitnotering(en) in oude hitlijsten | Datum van verschijnen | Datum van binnenkomst | Hoogste positie | Aantal maanden | Opmerkingen | Bron            |
| --------------------------------------------- | --------------------- | --------------------- | --------------- | -------------- | ----------- | --------------- |
| The house of the rising sun                   |                       | 25-7-1964             | 3               | 20             |             | Hitwezen Top 50 |
| I'm crying                                    |                       | 12-12-1964            | 44              | 2              |             | Hitwezen Top 50 |

| Single met eventuele hitnotering(en) in de Nederlandse Top 40 | Datum van verschijnen | Datum van binnenkomst | Hoogste positie | Aantal weken | Opmerkingen |
| ------------------------------------------------------------- | --------------------- | --------------------- | --------------- | ------------ | ----------- |
| Don't let me be misunderstood                                 |                       | 27-3-1965             | 26              | 8            |             |
| Bring it on home to me                                        |                       | 15-5-1965             | 3               | 15           |             |
| We gotta get out of this place                                |                       | 28-8-1965             | 12              | 8            |             |
| It's my life                                                  |                       | 27-11-1965            | 17              | 10           |             |
| Inside looking out                                            |                       | 26-3-1966             | 24              | 6            |             |
| Don't bring me down                                           |                       | 18-6-1966             | 17              | 7            |             |
| Eric Burdon & The Animals                                     |                       |                       |                 |              |             |
| When I was young                                              |                       | 3-6-1967              | 7               | 12           |             |
| San Franciscan nights                                         |                       | 9-9-1967              | 6               | 10           |             |
| Monterey                                                      |                       | 2-3-1968              | 35              | 1            |             |
| Ring of fire                                                  |                       | 15-2-1969             | 4               | 9            |             |
| Eric Burdon & War                                             |                       |                       |                 |              |             |
| Spill the wine                                                |                       | 29-8-1970             | 15              | 5            |             |
| Paint it black                                                |                       | 15-5-1971             | 31              | 3            |             |
| War                                                           |                       |                       |                 |              |             |
| The world is a ghetto                                         |                       | 17-3-1973             | tip             |              |             |
| The cisco kid                                                 |                       | 2-6-1973              | 22              | 5            |             |
| Gypsy man                                                     |                       | 25-8-1973             | tip             |              |             |
| Galaxy                                                        |                       | 11-2-1978             | 21              | 6            |             |
| You got the power                                             |                       | 3-4-1982              | tip             |              |             |
| Eric Burdon                                                   |                       |                       |                 |              |             |
| Bird on the Beach                                             |                       | 1982                  | tip             |              |             |
| Sixteen Tons                                                  |                       | 1990                  | tip             |              |             |
| Kingsize jones                                                |                       | 2006                  | tip             |              |             |

### NPO Radio 2 Top 2000
| Nummers met noteringen in de NPO Radio 2 Top 2000          | '99  | '00  | '01  | '02  | '03  | '04  | '05  | '06  | '07  | '08  | '09  | '10  | '11  | '12  | '13  | '14  | '15 | '16 | '17 | '18 | '19 | '20 | '21 | '22 | '23 | '24 |
| ---------------------------------------------------------- | ---- | ---- | ---- | ---- | ---- | ---- | ---- | ---- | ---- | ---- | ---- | ---- | ---- | ---- | ---- | ---- | --- | --- | --- | --- | --- | --- | --- | --- | --- | --- |
| Bring It On Home to Me                                     | 837  | 460  | 531  | 481  | 620  | 542  | 678  | 741  | 551  | 607  | 1141 | 991  | 1289 | 1552 | 1585 | 1851 | -   | -   | -   | -   | -   | -   | -   | -   | -   | -   |
| It's My Life                                               | 1207 | 1139 | 1188 | 1554 | 1699 | 1359 | 1521 | 1739 | 1667 | 1591 | -    | -    | -    | -    | -    | -    | -   | -   | -   | -   | -   | -   | -   | -   | -   | -   |
| Ring of Fire (Eric Burdon & The Animals) (met Eric Burdon) | -    | -    | -    | 1666 | 1886 | 1512 | 1670 | 1898 | 1777 | 1744 | -    | -    | -    | -    | -    | -    | -   | -   | -   | -   | -   | -   | -   | -   | -   | -   |
| San Franciscan Nights (met Eric Burdon)                    | 1782 | 1470 | 877  | 1002 | 1328 | 1099 | 1216 | 1440 | 1268 | 1250 | -    | 1742 | -    | -    | -    | -    | -   | -   | -   | -   | -   | -   | -   | -   | -   | -   |
| The House of the Rising Sun                                | 13   | 12   | 6    | 6    | 7    | 8    | 8    | 12   | 7    | 7    | 29   | 18   | 25   | 51   | 55   | 78   | 84  | 71  | 77  | 86  | 103 | 124 | 122 | 138 | 152 | 147 |
| We Gotta Get out of This Place                             | 993  | 903  | 915  | 984  | 1049 | 725  | 958  | 1082 | 919  | 929  | 1622 | 1268 | 1552 | 1963 | 1533 | 1808 | -   | -   | -   | -   | -   | -   | -   | -   | -   | -   |
| When I Was Young (met Eric Burdon)                         | 1465 | -    | 1111 | 605  | 886  | 966  | 1014 | 1089 | 1084 | 1009 | 1805 | 1435 | -    | -    | -    | -    | -   | -   | -   | -   | -   | -   | -   | -   | -   | -   |

1. ↑  Een '-' betekent dat het nummer niet was genoteerd en een vetgedrukt getal geeft de hoogste notering van een nummer aan.